# Чануквадзе, Шота Илларионович
Шота Илларионович Чануквадзе (1909, г. Озургети, Кутаисская губерния — ?) — грузинский советский партийный и государственный деятель. Министр сельского хозяйства Грузинской ССР (1958—1960), секретарь ЦК КП Грузии. Герой Социалистического Труда (1949).

## Биография
Родился в 1909 году в Озургети. Брат — Михаил Илларионович Чануквадзе — директор Махарадзевского лесхоза, Герой Социалистического Труда. С 1925 года трудился рабочим в типографии.
В 1931 вступил в ВКП (б). В 1934—1939 — на комсомольской работе, 2-й, 1-й, затем снова 2-й секретарь ЦК ЛКСМ Грузии.
С 1940 по 1952 год на партийной работе.
В 1940 назначен 1-м секретарём Ткибульского районного комитета КП(б) Грузии, затем, 1-й секретарь Хулойского районного комитета партии, позже работал 1-м секретарём Кобулетского районного комитета КП(б) Грузии и 1-м секретарём Чохатаурского райкома партии.
Благодаря его организаторской деятельности сельскохозяйственные предприятия Чохатаурского района значительно увеличили производительность труда. В 1948 году урожайность сортового зелёного чайного листа в целом по району превысила плановый сбор на 42,1 %. Указом Президиума Верховного Совета СССР от 29 августа 1949 года удостоен звания Героя Социалистического Труда за «получение высоких урожаев сортового зелёного чайного листа и цитрусовых плодов в 1948 году» с вручением ордена Ленина и золотой медали «Серп и Молот».
Этим же Указом звание Героя Социалистического Труда получили заведующий отделом сельского хозяйства Чохатаурского района Илья Михайлович Сихарулидзе, председатель райисполкома Гури Михайлович Антидзе, главный районный агроном Галактион Есевич Шарашидзе и колхозница колхоза имени Ленина Чохатаурского района Александра Ираклиевна Еркомайшвили.
С апреля 1952 по март 1953 — 2-й секретарь Кутаисского областного комитета КП(б)-КП Грузии.
В 1954—1958 — первый секретарь Махарадзевского районного комитета КП Грузии.
В 1958 году получил назначение на должность министра сельского хозяйства Грузинской ССР, на этом посту работал до 1960 года.
С 1960 по декабрь 1962 г. — заведующий сельскохозяйственным отделом ЦК КП Грузии.
С 19.12.1962 по 21.02.1973 — секретарь ЦК КП Грузии.
19.12.1962—24.11.1964 — председатель Бюро ЦК КП Грузии по сельскому хозяйству.
Избирался депутатом Верховного Совета Грузинской ССР 2 созыва, депутатом Верховного Совета СССР 5 и 7 созывов. В 1960 году был членом советской делегации на конференции Межпарламентского союза в Афинах.
В феврале 1973 года был назначен министром заготовок Грузинской ССР и занимал эту должность как минимум до 1986 года. Проживал в Тбилиси. Дата смерти не установлена.
Автор книг
- Ленинский кооперативный план и социалистическое преобразование сельского хозяйства в Советской Грузии. — Тбилиси: Изд-во ЦК КП Грузии, 1970.
- Расцвет сельского хозяйства Грузии. — Тбилиси: Ганатлеба, 1971.

## Награды
Награды
- Герой Социалистического Труда
- Орден Ленина — трижды (07.01.1944; 1949; 02.04.1966)
- Орден Трудового Красного Знамени — дважды (24.02.1946; 21.02.1948)
- Орден Дружбы народов (26.02.1981)
- Орден Октябрьской Революции (27.08.1971)
- Орден «Знак Почёта» (24.02.1941)